# Kristof D'Hollander
Kristof D'Hollander (24 november 1977) is een Belgisch voetbaltrainer en voormalig voetballer. Hij is tegenwoordig ook eigenaar van het café Ter Leie in Sint-Eloois-Vijve. Kristof is tevens ook de broer van voormalig voetballer Frederik D'hollander.

## Spelerscarrière
D'Hollander voetbalde bij KSV Waregem, Zultse VV, SV Zulte Waregem, RC Harelbeke, KSV Oudenaarde, SV Bornem, White Star Lauwe, FC Knokke, SK Oostnieuwkerke en Deerlijk Sport.

## Trainerscarrière
D'Hollander startte zijn trainerscarrière bij de jeugd van SV Zulte Waregem. In november 2011 volgde hij de ontslagen Drazen Kukuric op als hoofdtrainer bij Racing Waregem. Daar werd hij in december 2012 ontslagen.